# Literatura fenicio-púnica

Viaje de Hannón el Navegante, la traducción de cuyo periplo es uno de los pocos relatos fenicios que se han conservado.

La literatura fenicio-púnica es aquella escrita en fenicio, la lengua de las antiguas civilizaciones de Fenicia y Cartago. Toda ella está rodeada de un halo de misterio por los pocos vestigios que se han conservado: todo lo que resta es una serie de inscripciones, pocas de las cuales tienen carácter netamente literario (solo alguna narración histórica, poemas, etc.), monedas, fragmentos de la Historia de Sanjuniatón y del Tratado de Magón, la traducción al griego del viaje de Hannón el Navegante y el texto del Poenulus de Plauto. Sin embargo, es un hecho probado que tanto en Fenicia como en Cartago hubo bibliotecas y que los fenicios tuvieron una rica producción literaria heredera del pasado cananeo, de la que obras como las redactadas por Filón de Biblos o Menandro de Éfeso son una parte ínfima.

## Historia y fuentes

Principales rutas comerciales fenicias, que unían las metrópolis con sus colonias.

El historiador judío Flavio Josefo alude a los anales fenicios o tirios que supuestamente consultó para redactar sus obras históricas. También Heródoto habla sobre la existencia de unos libros de Biblos y una Historia de Tiro conservada en el templo de Hércules-Melqart de Tiro. Además, es posible encontrar algunos retazos de la influencia ejercida por ciertos escritos de Ugarit en algunos libros bíblicos, como pueden ser el Génesis o el libro de Ruth, en los que se hallan restos de composiciones poéticas de temática religiosa, así como otras de índole política con un marcado perfil propagandístico o de naturaleza filosófica. Rufo Festo Avieno alude asimismo a unos viejos anales púnicos de los que habría extraído sus informes sobre el periplo de Himilcón. De hecho, las fuentes grecorromanas hablan de unos libros púnicos salvados in extremis del saqueo e incendio a que fue sometida Cartago durante varios días por las legiones de Escipión el Africano en la primavera del año 146 a. C. Plinio indica en su Historia natural que a la caída de Cartago muchas de estas obras pasaron a los gobernantes númidas y que el Senado romano ordenó la traducción al latín de alguna de ellas, en concreto la obra agrícola de Magón, para lo que se creó una comisión dirigida por Décimo Junio Pisón.
Según la enciclopedia bizantina llamada Suda hubo en la antigüedad un tal Charon de Cartago que fue un historiador que escribió varias obras: Vidas de Hombres Ilustres, Vidas de Mujeres Ilustres y Tiranos.

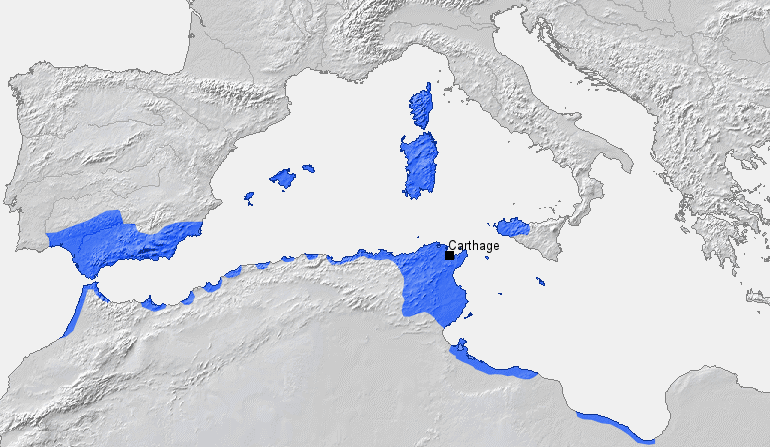
Extensión del territorio cartaginés antes de la I guerra púnica.

Agustín de Hipona, que vivió entre los siglos III y IV d. C., consideraba el púnico como una de las principales lenguas «sapienciales», junto al hebreo, el cananeo, el latín y el griego. Sobre la literatura en púnico comentó en una de sus cartas: Quae lingua si improbatur abs te, nega Punicis Libris, ut a viris doctissimus proditur, multa sapienter esse mandata memoriae («Si rechazas esta lengua, estás negando lo que han admitido muchos hombres eruditos: son muchas las cosas que han sido sabiamente preservadas del olvido gracias a libros escritos en púnico»). Para Agustín esta literatura no era solo antigua, sino también coetánea. Habla de abecedaria y salmos compuestos en púnico y de que, de hecho, tanto donatistas como católicos neopúnicos escriben «libritos en púnico» que reúnen «testimonios de las sagradas escrituras». Se ha llegado a pensar que una parte importante de la Biblia llegó a traducirse al neopúnico.

## Temáticas

### Tratados de agricultura
Es uno de los campos sobre el que se tienen más datos, pues se sabe que una vez terminada la III guerra púnica el Senado de Roma decidió traducir al latín un tratado de agronomía de carácter enciclopédico escrito por Magón, que fue considerado por Columela como el padre de la Agronomía. Este tratado estaba compuesto por 28 libros de los que se han conservado 66 fragmentos. Su contenido comprende aspectos de viticultura, topografía, medicina veterinaria, apicultura y arboristería frutal, amén de indicaciones en las que defiende que las propiedades no deberían ser muy extensas y que el propietario no se habría de ausentar del lugar. De todas formas, Magón no debió ser el único tratadista cartaginés que incidió en este mismo tema, ya que Columela indica expresamente que existían varios escritores que se centraron en esta cuestión, si bien, salvo un tal Amílcar, no hace ninguna matización sobre quiénes podían ser ni sobre la profundidad de sus trabajos.

### Escritos filosóficos
Aunque no se tiene apenas constancia, parece probable que se escribieran escritos de tema filosófico, ya que se sabe que tanto en Cartago como en Gadir hubo escuelas de corte platónico y pitagórico, corrientes que parecen haber gozado de una amplia aceptación en el ámbito fenicio colonial. Solo conocemos escritos de Moderato, de la escuela gaditana, que escribía en griego. A Sanjuniatón se le atribuye un tratado sobre filosofía del que no queda más constancia que la simple mención.

### Escritos religiosos
Los fragmentos que se han conservado de la obra de Sanjuniatón conforman el texto religioso más extenso conocido sobre la mitología fenicia: una especie de Teogonía que incluye pasajes de cosmogonía, historias heroicas, vida de los dioses y uso de rituales con serpientes. Existe además una alusión de Plutarco respecto a una serie de pergaminos de contenido sagrado que fueron rescatados Cartago y escondidos bajo tierra, aunque la veracidad de esta información no ha podido ser confirmada. Por otra parte, se sabe que la literatura religiosa fenicia influyó profundamente el relato bíblico de Job.

### Tratados de historia
Polibio, en sus Historias habla claramente de historiadores cartaginenses y Salustio afirma haberse documentado con los libros púnicos del rey númida Hiempsal. La obra histórica de Sanjuniatón, considerada la más extensa producida en fenicio, se tradujo al griego en el siglo II a. C., aunque solo se ha conservado un largo fragmento que trata principalmente de temas religiosos. Con todo, la autenticidad de los textos atribuidos a Sanjuniatón ha sido varias veces puesta en duda, sin que se haya llegado a un consenso claro. En la literatura griega se encuentran hasta después del siglo III a. C. abundantes alusiones a una Cosmogonía escrita por Mosco de Sidón en el siglo XIV a. C. Se ha señalado también la probable existencia de biografías sobre Aníbal; según Polibio y Tito Livio, este hizo grabar en fenicio y griego tales gestas el año 205 a. C. en el templo de Hera en Lacinio, siendo bastante probable que se limitara a continuar con una antigua tradición en función de la cual los generales cartagineses solían escribir sus hazañas haciendo entrega de las mismas a un santuario para que las preservase. Otro ejemplo de este tipo de literatura es una inscripción sobre la toma de Agrigento en el año 406 a. C., de la que se conserva un pequeño fragmento de un texto que debió ser mayor:
| 𐤅𐤉𐤋𐤊 𐤓𐤁𐤌 𐤀𐤃𐤍𐤁𐤏𐤋 𐤁𐤍 𐤂𐤓𐤎𐤊𐤍 𐤄𐤓𐤁 𐤅𐤇𐤌𐤋𐤊𐤕 𐤁𐤍 𐤇𐤍𐤀 𐤄𐤓𐤁 𐤏𐤋𐤔 𐤅𐤕𐤌𐤊 𐤄𐤌𐤕𐤀𐤉𐤕 𐤀𐤂𐤓𐤂𐤍𐤕 𐤅𐤔𐤕 𐤄(𐤌)𐤕 𐤔𐤋𐤌 𐤃𐤋 𐤁𐤏𐤋 𐤍𐤅𐤎 |
| wylk rbm ʾdnbʿl bn grskn hrb wḥmlkt bn ḥnʾ hrb ʿlš wtmk hmt ʾytʾgrgnt wšt h[m]t šlm dl bʿl nws |
| El general Idnibal, hijo de Gisco el Grande, e Himilcón, hijo de Hannón el Grande, partieron al amanecer, y tomaron Agrigento; y ellos [los agrigentinos] se rindieron, incluidos aquellos que habían huido. |

### Poesía

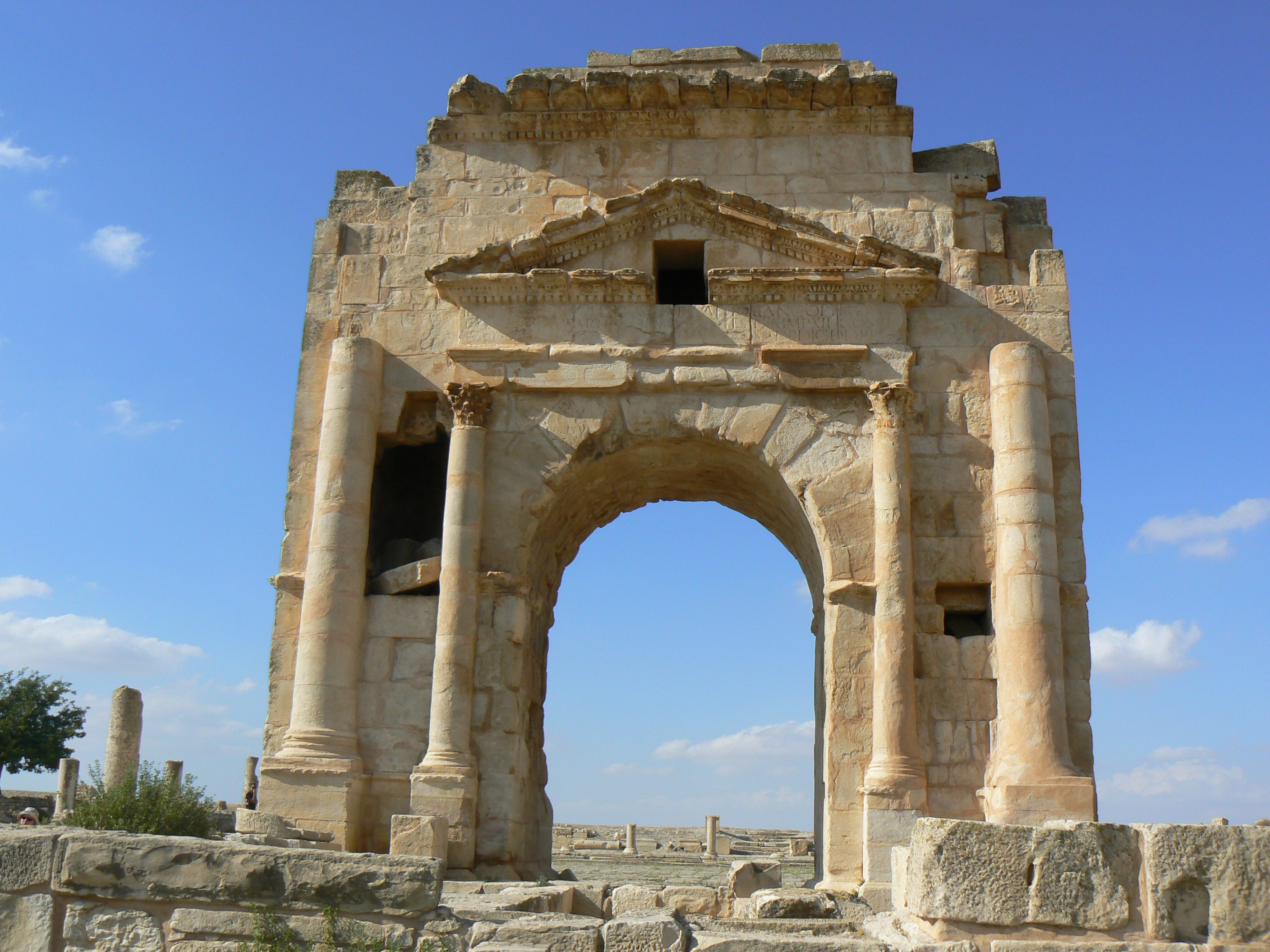
Ruinas del arco construido por Trajano en Mactar (Túnez).

Se han encontrado fragmentos de poemas fenicios que indican que entre otros géneros, se cultivaba la prosa rimada retórica y la narración poética de ritmo yámbico.

Badnim garasth is on,
 mysyrthim, bal serm ra;
 sab siben Mycne,
 is ab syth sath syby;
 in aab sa[l]e(m) lo sal:
 «un ath ab[dach]a!»
De Adnim saqué al compañero malvado,
 de los Sirthis, a él, de mala fama;
 (cuando) nuestro ejército rodeó Micne,
 entonces hice a ese enemigo [mi] cautivo;
 El enemigo pidió piedad para sí:
 «¡Perdona a tu esclavo!»
Iulius Nasif, (Adnim, alrededor del 350 d. C.)

| 𐤋𐤀𐤋𐤀𐤌 𐤄𐤒𐤉𐤃𐤔 𐤋𐤔𐤀𐤕 𐤀𐤇𐤕 𐤔𐤌𐤌 𐤁𐤎𐤅𐤁 𐤌𐤋𐤊 𐤇𐤈𐤓 𐤌𐤉𐤎𐤊𐤓 𐤓𐤆𐤍 𐤉𐤌𐤌 𐤁𐤏𐤋 𐤇𐤓𐤃𐤕 𐤏𐤋 𐤂𐤁𐤓𐤕𐤌                                                                   | lilīm iqqiddīs laset ot semim Biswb mūlek Ḥṭr, Meskar rūzen yammīm Bal aradot al gubūratim |
| ¡Exalta el nombre del dios sagrado! Ḥṭr, rey del territorio; Mescar, gobernante de los mares, el que inspira temor a causa de su poder. |                                                                                            |

### Lengua y gramática
No se sabe apenas nada sobre el conocimiento gramatical de los propios fenicios. Un manuscrito latino, el Berne codex 123 indica que el fenicio tenía 12 partes de la oración, las ocho tradicionales (sustantivo, pronombre, verbo, adjetivo, adverbio, preposición, conjunción e interjección) más el artículo, el «modo impersonal», el infinitivo y el «gerundio». Por otra parte, Eusebio de Cesárea atribuye a Sanjuniatón la autoría de un tratado titulado Sobre el alfabeto fenicio.

### Tratados de navegación y geográficos
Pese a la fama de navegantes y exploradores de los fenicios, los dos únicos escritos que han llegado hasta la actualidad son los relatos de Hannón el Navegante e Himilcón. El relato original de Hannón no parece ser anterior al siglo II a. C., siendo así que incluso ha llegado a plantearse si no fue realizado al destruirse Cartago. Es interesante constatar que la historiografía griega y latina parece desconocer por completo este viaje antes de la caída de la capital púnica. El periplo de Himilcón solo se conoce por algunos comentarios que hace Avieno y que, según él, procederían de antiguos anales púnicos a los que habría accedido. Se ha planteado también que el rey Juba II basó sus conocimientos geográficos sobre las fuentes del Nilo en libros púnicos que conservaba en su corte, como recoge Amiano Marcelino, fuentes que indicaban que el origen de este cauce fluvial se encontraba en un monte de Mauritania. Algo similar sucede con las navegaciones que este monarca habría llevado a cabo supuestamente en el archipiélago canario, expedición que habría recogido Plinio: aunque por la forma en la que el texto pliniano describe las islas queda claro que existió un viaje real hasta estas aguas, en la actualidad se discute si esta expedición atlántica fue llevada a cabo por Juba II o si, en realidad, este monarca se limitó a recoger una serie de datos que encontró en los libros cartagineses que había heredado de sus antepasados. Por su parte, Marino de Tiro, que vivió en el siglo I d. C., fue considerado por ya en su época como el primer geógrafo digno de recibir el apelativo de científico. A pesar de que su obra original ha desaparecido, Claudio Ptolomeo la utilizó extensamente en la redacción de su Geographia.

### Tratados internacionales y legislativos
No hay noticias directas al respecto, pero se sabe que los tratados internacionales que Roma firmó con Cartago se conservaban en el Capitolio en tablas de bronce y se debe suponer que los púnicos los conservaran igualmente. Se sabe que el tratado realizado el año 215 a. C. entre Aníbal y Filipo V de Macedonia se redactó en griego y púnico y en él se hacía alusión a distintas divinidades cartaginesas de tal forma que recuerda el tratado suscrito mucho siglos antes entre Asarhadon y el rey de Tiro, lo que ha sido interpretado como un signo de conservadurismo estatal que solo se puede explicar por la conservación a lo largo de los siglos de estos documentos.

## Literatura traducida

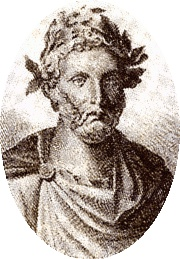
Plauto, comediógrafo romano que incluyó textos en púnico en una de sus obras, el Poenulus.

Bastantes autores clásicos e incluso algunos contemporáneos han defendido la idea de que en la Antigüedad solo los romanos habían desarrollado su cultura lo suficiente como para comprender y traducir las obras griegas. Paradójicamente, es precisamente en la obra Poenulus del comediógrafo Plauto uno de los pocos sitios donde queda constancia de traducciones de obras griegas al púnico. Con el auge de Cartago en el siglo V a. C., el fenicio se convirtió en una lengua de prestigio en el Mediterráneo, compitiendo con el latín y el griego, lo que propició esta labor traductora. Abajo se citan dos fragmentos del Poenulus («El pequeño púnico»), traducción de la obra griega ὁ Καρχηδόνιος (ho Karkhēdónios, «el cartaginés»), posiblemente del poeta Alexis de Turio (ca. 375-275 a. C.) y en las que Plauto incluyó fragmentos de la traducción de esta misma obra al púnico, así como de varias otras traducciones de que tuvo conocimiento, a fin tanto de divertir a la audiencia con el sonido extraño de una lengua como que sirviera de pie para juegos de palabras y errores de traducción:

Acharistocles: Mu? 
 Milphio: Ponnim sycartim 
 Acharistocles: Bal umer! Iadata?
Acaristocles: ¿Qué? 
 Milfión: ¿Recuerdas algo de púnico? 
 Acaristocles: ¡Ni una palabra! ¿Sabes tú?
Traducción púnica del Karkhedonios (¿de Alexis?), incluida en el Poenulus de Plauto.

Megadorus: Neste ien. Neste dum et 
 Euclio: Al. Anec este mem
Megadoro: Bebamos vino; bebamos la sangre de la vid. 
 Euclión: No, ¡yo beberé agua!
Traducción púnica de la Aulularia de Menandro, incluida en el Poenulus de Plauto.